# Eupithecia circumfluxa
Eupithecia circumfluxa är en fjärilsart som beskrevs av Kitt 1925. Eupithecia circumfluxa ingår i släktet Eupithecia och familjen mätare. Inga underarter finns listade i Catalogue of Life.